# Albert Ehrensvärd den yngre
Johan Jacob Albert Ehrensvärd (Albert Ehrensvärd den yngre), född 9 maj 1867 i Göteborg, död 6 mars 1940 i Lund, var en svensk greve, diplomat, politiker samt utrikesminister 1911–1914.

## Familj
Ehrensvärd var son till landshövdingen Albert Ehrensvärd den äldre och norskan Ingeborg Hedvig "Hedda", född Vogt och dotter till Jørgen Herman Vogt. Han gifte sig 11 april 1917 med Marna Münter (född 1869 i Köpenhamn), dotter till kommendören, kammarherren Balthasar Münter och Johanna, född Johnson.

## Student och ämbetsman
Ehrensvärd studerade vid Lunds universitet där han 1887 avlade filosofie kandidatexamen och 1891 juris kandidat-examen och 1895 juris doktors-graden, det senare med avhandlingen Om verkan av utländsk straffdom i straffrättsligt hänseende, juris licentiat 1895 samt juris doktor samma år. Efter att ha varit vice häradshövding från 1894, amanuens i Civildepartementet från 1895, attaché i Utrikesdepartementet från 1896, tillförordnad fiskal från 1898 och assessor i Svea hovrätt från 1903, tog en ämbetskarriär vid. Ehrensvärd var expeditionschef i Civildepartementet 1905–1906 och kabinettssekreterare på Utrikesdepartementet 1906–1908, samt envoyé i Bryssel, Haag, och Washington 1908–1911. Han värvades för sin starka liberala övertygelse till partipolitiken av Karl Staaff, och 7 oktober 1911 tillträdde han som utrikesminister i Regeringen Staaff II.

## Utrikesminister
Som utrikesminister genomförde han vissa administrativa reformer, såsom exempelvis att beskickningscheferna blev högsta ledare för konsulatväsendena i sina verksamhetsländer. Detta utan att de samtidigt kunde betecknas som generalkonsuler. Dessa kunde i stället förordnas i större städer. Konsulatråden drogs in, legationssekreterare ställdes till förfogande vid de beskickningar där de behövdes, därtill förbättrades lönerna för både beskicknings och konsulatstjänstemän. Samtidigt inrättades ett antal nya konsulat utom och inom Europa.  Detta gjorde att Sverige i det avseendet närmade sig Europa. Man befrämjade samtidigt samarbetet mellan beskickningar och konsulat. Inom utrikespolitiken betygade han inför Riksdagen Sveriges vilja till neutralitet. Av de viktiga händelserna inom den svenska utrikespolitiken under Ehrensvärds UD-tid var mötet mellan de svenska och ryska monarkerna, samt deras utrikesministrar vid de finska skären i juli 1912. Ehrensvärd lade stor vikt på det nordiska samarbetet. Han lyckades genom denna politiska inriktning få igenom 1912 års nordiska neutralitetsregler, samt därtill inkluderandet av Norge i de nordiska neutralitetsförhandlingarna. Han vände sig dock mot tanken på en permanent svensk neutralitetsförklaring med motiveringen att man då inte kunde ge Norge en hjälpande hand. I försvarsfrågan höll han en kritisk inställning till Karl Staaff, och hotade därför att avgå från UD i december 1913. Han sade sig dock inte vara tilltalad av byggandet av försvarsbåten. Efter borggårdstalet 1914 tillträdde Hammarskjölds regering, och Ehrensvärd lämnade därmed regeringen.

## Efter UD
Albert Ehrensvärd försattes i disponibilitet och blev 1915 diplomat i Bern såsom envoyé i Schweiz. Efter första världskriget förflyttades han till Paris, där han fick hand om den unge diplomaten Gunnar Hägglöf, som ger ett livfullt porträtt av sin chef i Möte med Europa. Ehrensvärd tillhörde de expertgrupper som tog ställning till Sveriges inträde i Nationernas förbund 1919 samt i Ålandsfrågan och Spetsbergsfrågan 1920–21. Han stannade kvar där till 1934. Från 1931 var han ordförande i Cartesiusstiftelsens franska kommitté.
Efter att ha dragit sig tillbaka från politiken ägnade han sig åt studiet av fransk litteratur och medverkade i dagspressen som politisk kommentator. Han utsågs till hedersdoktor vid Uppsala universitet, universitetet i Strassburg och universitetet i Poitiers.
Bland Ehrensvärds skrifter märks Om verkan av utländsk straffdom i straffrätsligt hänseende (1895), Ur fransk diktning (1921), Fransk medeltid och renässans (1922), Jean de la Fontaine (1924) och Från det 17:e och 18:e århundradets Frankrike (1926).

## Priser och utmärkelser

### Svenska Utmärkelser
- Kommendör med stora korset av Nordstjärneorden, 6 juni 1912.[7]
- Kommendör av första klassen av Nordstjärneorden, 6 juni 1909.[7]
- Kommendör av Nordstjärneorden, 16 juni 1908.[7]
- Riddare av Nordstjärneorden, 1 december 1905.[7]
- Letterstedtska priset för översättningarna i Fransk medeltid och renässans, 1923.

### Utländska utmärkelser
- Storkorset av Belgiska Leopoldsorden, 1910.[7]
- Storkorset med briljanter av Danska Dannebrogorden, 18 november 1912.[7]
- Storkorset av Danska Dannebrogorden, 2 januari 1911.[7]
- Kommendör av Franska Hederslegionen, 1909.[7]
- Riddare av storkorset av Italienska Sankt Mauritius- och Lazarusorden, 1913.[7]
- Riddare av Ryska Sankt Alexander Nevskij-orden, 1912.[7]
- Riddare av första klass av Ryska Sankt Stanislausorden, 1908.[7]
- Andra klassen av Kinesiska Dubbla drakorden, 1908.[7]
- Första klassen av Osmanska rikets Meschidie-orden, 1 juni 1906.[7]
- Storkorset av Serbiska Sankt Savaorden, 1908.[7]
- Storkorset av Spanska Isabella den katolskas orden, 1907.[7]